# Golfweek
Golfweek è una rivista di golf settimanale di fascia alta, pubblicata a Orlando, in Florida, negli Stati Uniti.

## Storia e profilo
La rivista è stata lanciata nel 1975 da Charley Stine e originariamente si chiamava Florida Golfweek Magazine. Suo figlio Tom Stine è stato direttore della rivista dal 1980 al 1994. Stine ha venduto la pubblicazione alla Turnstile Publishing Company, con sede a Orlando, in Florida, nel 1990 e da allora è diventata la sua ammiraglia tra le cinque riviste che pubblica. La rivista è particolarmente esperta nella sua copertura dei "migliori campi da golf" negli Stati Uniti da parte dello stato e sono spesso utilizzati dai siti Web di molti campi da golf e resort negli Stati Uniti come nell'elenco Golfweek. A partire dal 2002, Eric Beckson era il presidente della Turnstile Publishing.
La rivista pubblica anche pubblicazioni specifiche per questo, come Golfweek's Guide to America's Best Classic and Modern Golf Courses e guide di consigli come Golfweek's 101 Winning Golf Tips: Expert Shotmaking Advice from the Co-Author of the Bestselling The Plane Truth for Golfers.
Numerosi esperti sono impiegati per scrivere colonne per la rivista, alcune delle quali scrivono o hanno anche scritto per Golf Digest ecc. Nel 2016 è diventata di proprietà di Gannett Company, Inc..